# La Peña Estación
La Peña Estación (en aragonés A Penya) es una localidad de la comarca Hoya de Huesca que pertenece al municipio de Las Peñas de Riglos, en la provincia de Huesca, Aragón. 

## Geografía
Situada en la orilla del embalse de su nombre, su distancia a Huesca es de 39 km. La construcción de sus casas se produjo a inicios del siglo XX y la elección de ese lugar estuvo motivada por el paso de la línea ferroviaria del Canfranero y de la construcción del embalse de La Peña para regular las aguas del río Gállego.

## Historia
- El 29 de enero de 1294 Rodrigo Jiménez de Luna dio a Jaime II de Aragón el castillo de La Peña de Santa María de Jaz, con sus villas, que eran de Blanzaco, Rompesacos, Santa María, Triste, Visús y Yeste (SINUÉS, nº 378 a 382)
- El 22 de septiembre de 1348 el rey Pedro IV de Aragón vendió a Lope de Gurrea el castillo y villa de La Peña, con sus términosfortalezas y jurisdicciones (SINUÉS, nº. 1387 a 1389)
- El 12 de marzo de 1379 Pedro IV de Aragón dio en feudo La Peña de Cacabiello a Jordán de Urriés (SINUÉS, nº. 1604)
- El 24 de septiembre de 1398 Federico de Urriés hizo homenaje al rey Martín I de Aragón por La Peña de Santa María de Jaz (SINUÉS,Nº. 1606)
- En 1610 era de Pedro de Urriés, señor de Ayerbe (LABAÑA, p. 44)
- En el siglo XIX pasa el tendido de la línea de ferrocarril en dirección a Canfranc, construyéndose aquí una estación
- En 1913 se construyó el embalse de Santa María de La Peña

## Demografía
Datos demográficos de la localidad de La Peña Estación desde 1900:
| --                    | -- | 92 | 106 | 142 | 241 | 257 | 191 | 81 | 46 | 39 | 44 | 38 |
| (Fuente: IAEST e INE) |    |    |     |     |     |     |     |    |    |    |    |    |

- Aparece en el Nomenclátor con el nombre de Estación de La Peña hasta el Nomenclátor del año 1970.
- Aparece en el Nomenclátor con el nombre de La Peña Estación desde el Nomenclátor del año 1981.
- Datos referidos a la población de derecho.

## Monumentos
- Parroquia dedicada a la Virgen de La Peña

## Para ver
- En el extremo norte del puente de hierro se levanta la nueva ermita de la Virgen, que sustituye a la anterior por quedar anegada en el pantano
- En la cresta caliza que domina el paso de la carretera, subsisten vestigios del castillo de Cacabiello
- Bajo las aguas hay un puente quizá tendido en época romana, con reparaciones medievales
- En la Foz de Escalete, paisaje de interés, cavidades funerarias de edad prehistórica

## Intinerarios
- La Peña Estación-Ena: El itinerario discurre inicialmente por carretera en dirección a Triste. Antes de alcanzar el puente del Barranco de Triste, el camino se desvía a la izquierda para coger una senda en una zona de margas. Una vez en ese punto del sendero discurre siempre remontando el barranco, primero por laderas de boj y pino que van dando paso a espesos pinares y robledales hasta las proximidades de Ena. El tramo final del camino se realiza por pista entre campos de cereal.